# Старосільська сільська рада (Пустомитівський район)
Старосільська сільська рада — орган місцевого самоврядування у Пустомитівському районі Львівської області з адміністративним центром у с. Старе Село.

## Загальні відомості
Історична дата утворення: в 1946 році. Водоймища на території, підпорядкованій даній раді: річка Давидівка.

## Населені пункти
Сільраді підпорядковані населені пункти:
- с. Старе Село
- c. Будьків

## Склад ради
- Сільський голова: Івашків Михайло Іванович
- Загальний склад ради: 16 депутатів

### Керівний склад ради
| ПІБ                      | Основні відомості                                                 | Дата обрання | Дата звільнення |
| ------------------------ | ----------------------------------------------------------------- | ------------ | --------------- |
| Івашків Михайло Іванович | Сільський голова, 1963 року народження, освіта, безпартійний      | 26.03.2006   | 31.10.2010      |
| Івашків Михайло Іванович | Сільський голова, 1963 року народження, освіта вища, безпартійний | 31.10.2010   |                 |

Примітка: таблиця складена за даними джерела

### Депутати
Результати місцевих виборів 2010 року за даними ЦВК
| № зп | № округу | Прізвище, ім'я, по батькові      | Дата визнання обраним | Відомості про обраного депутата                                                                                       |
| ---- | -------- | -------------------------------- | --------------------- | --- |
| 1    | 1        | Кільбасович В’ячеслав Степанович | 14.11.2010            | Освіта середня, позапартійний, Народний дім №1 “Просвіта", директор                                                   |
| 2    | 2        | Сидоренко Юрій Йосифович         | 05.11.2010            | Освіта вища, член Політичної партії "Наша Україна", ТзОВ "Астрея", директор                                           |
| 3    | 3        | Звірко Степан Петрович           | 05.11.2010            | Освіта середня спеціальна, позапартійний, ВП ІОЦДТГО “Львівська залізниця", старший електромеханік                    |
| 4    | 4        | Клименко Галина Володимирівна    | 05.11.2010            | Освіта середня спеціальна, член Політичної партії "Фронт Змін", ВАТ Львівгаз, контролер                               |
| 5    | 5        | Іванко Нестор Іванович           | 05.11.2010            | Освіта вища, позапартійний, “Мікроприладсервіс", директор                                                             |
| 6    | 6        | Клиж Віктор Володимирович        | 05.11.2010            | Освіта середня спеціальна, член Політичної партії "Наша Україна", ВАТ Львівгаз, слюсар                                |
| 7    | 7        | Рура Ігор Богданович             | 05.11.2010            | Освіта вища, член Всеукраїнського об’єднання "Свобода", тимчасово не працює                                           |
| 8    | 8        | Гупало Роман Мирославович        | 05.11.2010            | Освіта вища, позапартійний, ФОП Гупало Р.М., керівник                                                                 |
| 9    | 9        | Сикета Ігор Миколайович          | 05.11.2010            | Освіта середня, позапартійний, ППКд Бізнес-Фінанс, водій                                                              |
| 10   | 10       | Гарда Володимир Теодорович       | 05.11.2010            | Освіта вища, позапартійний, пенсіонер                                                                                 |
| 11   | 11       | Милян Андрій Романович           | 05.11.2010            | Освіта середня спеціальна, член Всеукраїнського об’єднання "Свобода" , ФОП Милян А.Р., керівник                       |
| 12   | 12       | Марценюк Андрій Іванович         | 05.11.2010            | Освіта середня спеціальна, позапартійний, пенсіонер                                                                   |
| 13   | 13       | Швець Андрій Михайлович          | 05.11.2010            | Освіта середня спеціальна, член Всеукраїнського об’єднання "Батьківщина", ВАТ "Іскра", керівник бригади               |
| 14   | 14       | Козакевич Андрій Романович       | 05.11.2010            | Освіта вища, позапартійний, ВАТ “Львівобленерго“, контролер                                                           |
| 15   | 15       | Проскурник Ольга Максиміліанівна | 05.11.2010            | Освіта середня спеціальна, член Всеукраїнського об’єднання "Батьківщина", ВПО "Іскра", контролер                      |
| 16   | 16       | Гарасюк Степан Богданович        | 05.11.2010            | Освіта вища, позапартійний, Департамент житлового господарства та інфраструктури ЛМР, заступник начальника управління |